# Guldkysten
Guldkysten  (Engels: Gold Coast) is een Deense biografische film uit 2015 onder regie van Daniel Dencik. De film nam deel aan de competitie van het internationaal filmfestival van Karlsbad. De film is gedeeltelijk gebaseerd op de dagboeken van Wulff: Da Guinea var dansk, Wulff Joseph Wulff's Breve og Dagbogsoptegnelser fra Guldkysten, 1836-1842 (København 1917).

## Verhaal
In 1836 verlaat de jonge idealist en antikoloniaal gezinde Wulff Joseph Wulff Kopenhagen en trekt naar Deens Guinea in Afrika om een koffieplantage op te starten in samenwerking met de lokale bevolking. Alles verloopt echter niet volgens plan omdat de plantage regelmatig aangevallen wordt door lokale inheemse stammen. Hij roept de hulp in van Richter, een lokale handelaar en wordt geconfronteerd met slavernij en ongelooflijke brutaliteit.

## Rolverdeling
| Acteur             | Personage |
| ------------------ | --------- |
| Jakob Oftebro      | Wulff     |
| Danica Curcic      | Caroline  |
| John Aggrey        | Lumpa     |
| Luise Skov         | Elenora   |
| Anders Heinrichsen | Dall      |
| Adam Ild Rohweder  | Herbst    |
| Wakefield Ackuaku  | Richter   |